# Eucera penicillata
Eucera penicillata är en biart som beskrevs av Jean-Paul Risch 1997. Eucera penicillata ingår i släktet långhornsbin, och familjen långtungebin. Inga underarter finns listade i Catalogue of Life.